# Championnats du monde d'escrime 1965
Navigation
Édition précédente Édition suivante
Les championnats du monde 1965 se sont déroulés à Paris en France du 1er juillet au 12 juillet 1965. Ils sont organisés par la Fédération française d'escrime sous l’égide de la Fédération internationale d'escrime.
La compétition comprend cette année-là 8 épreuves (deux féminines et 6 masculines) :
- Féminines
  - Fleuret individuel
  - Fleuret par équipe
- Masculines
  - Fleuret individuel
  - Fleuret par équipe
  - Epée individuelle
  - Epée par équipe
  - Sabre individuel
  - Sabre par équipe

## Tableau des médailles
| Rang | Nation           | Or | Argent | Bronze | Total |
| ---- | ---------------- | -- | ------ | ------ | ----- |
| 1    | Union soviétique | 4  | 0      | 4      | 8     |
| 2    | France           | 2  | 1      | 2      | 5     |
| 3    | Hongrie          | 1  | 1      | 1      | 3     |
| 4    | Pologne          | 1  | 1      | 0      | 2     |
| 5    | Roumanie         | 0  | 2      | 0      | 2     |
| 6    | Grande-Bretagne  | 0  | 2      | 0      | 2     |
| 7    | Italie           | 0  | 1      | 1      | 2     |